# احسان علوان‌زاده
احسان علوان‌زاده (زادهٔ ۲۹ فروردین ۱۳۷۳ - دزفول) بازیکن فوتبال اهل ایران است. او سابقه بازی در پرسپولیس، استقلال خوزستان، نفت مسجد سلیمان و فجر سپاسی را دارد.

## افتخارات

### فردی
- حضور در تیم منتخب بازیکنان فصل لیگ آزادگان
- پدیده لیگ آزادگان
- بهترین بازیکن جوان در لیگ آزادگان
- آقای گل لیگ دسته دوم
- آقای گل لیگ دسته دوم
- پدیده لیگ دسته دوم
- حضور در تیم منتخب بازیکنان فصل لیگ دسته دوم

### باشگاهی

#### استقلال اهواز
- قهرمانی لیگ دسته دوم: ۱۳۸۸

#### استقلال خوزستان
- قهرمانی در لیگ آزادگان: ۱۳۹۱
- قهرمانی در لیگ دسته دوم: ۱۳۹۰

#### نفت مسجد سلیمان
- قهرمانی لیگ دسته دوم: ۱۳۹۳

#### پرسپولیس تهران
- قهرمانی لیگ برتر: ۱۳۹۶
- قهرمانی لیگ برتر: ۱۳۹۷
- قهرمانی سوپرجام: ۱۳۹۶
- قهرمانی سوپرجام: ۱۳۹۷
- نیمه نهایی لیگ قهرمانان آسیا:۲۰۱۷
- نائب قهرمانی لیگ قهرمانان آسیا:۲۰۱۸